# Thilafushi
Thilafushi (tiếng Dhivehi: ތިލަފުށި) là một hòn đảo nhân tạo với chức năng như là một "thành phố bãi rác" nằm về phía tây của thủ đô Malé, và nằm giữa đảo Giraavaru của Kaafu Atoll và Gulhifalhu, thuộc quốc đảo Maldives. Về mặt địa lý, hòn đảo là một phần của kênh Vaadhoo.

## Lịch sử
Thilafushi ban đầu là một vùng đầm phá cạn được gọi là Thilafalhu với chiều dài 7 km và rộng 200 mét. Nó được hình thành sau một loạt các cuộc thảo luận và những nỗ lực để giải quyết tình trạng rác thải ở Malé và các đảo lân cận trong đầu những năm 1990. Quyết định hình thành Thilafalhu như một bãi rác đã được thực hiện vào ngày 05 tháng 12 năm 1991. 
Thilafushi nhận được chuyến rác đầu tiên từ Malé vào ngày 7 tháng 1 năm 1992, bắt đầu hoạt động chỉ với một tàu đổ bộ, 2 xe tải hạng nặng, 2 máy xúc và 1 máy xúc lật. Trong những năm đầu hoạt động xử lý chất thải, hố rác lớn với khối lượng 37.500 ft 3 (1060 m 3) đã được đào, sau đó cát thu được đã được sử dụng để xây dựng tường rào bao xung quanh chu vi trong hố. Rác thải thu gom từ Malé được xử lý trước khi đổ vào hố, khi rác đã đầy tới mặt hố thì người ta san bằng và phủ cát trắng lên. Ban đầu, không có sự phân loại các chất thải trước khi xử lý do tích tụ lượng rác lớn.

## Công nghiệp

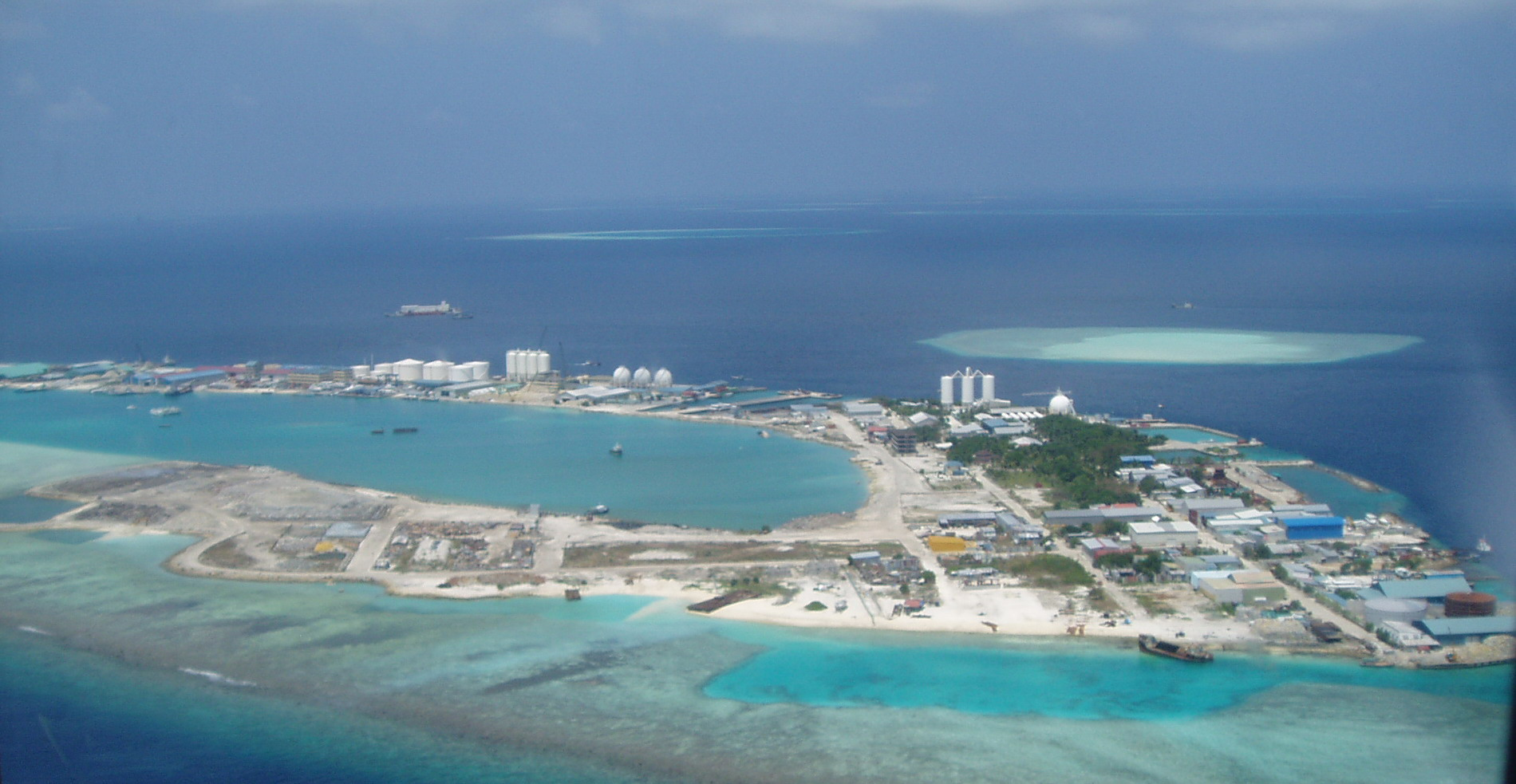
Thilafushi

Ngày nay, Thilafushi có một diện tích đất rộng hơn 4,6 triệu ft2 (0,43 km²). Sự tăng trưởng nhanh chóng bề mặt đất của Thilafushi đã được theo dõi bởi các Chính phủ, và trong tháng 11 năm 1997, đất tại đây đã được cho các doanh nghiệp liên quan đến mục đích công nghiệp thuê. Ban đầu chỉ có 22 người thuê. Trong 10 năm qua, con số này đã tăng gấp đôi lên thành 54 người, tức là 1,2 triệu feet vuông (0,11 km ² hoặc 27,5 ha) đất đang được sử dụng, tạo ra khoản thu ngân sách 14 triệu Rufiyaa (khoảng 1 triệu USD) mỗi năm. Ngay sau đó, diện tích 0,2 km ² (Thilafushi-2) đã được khai hoang và sử dụng cát trắng làm nền, tạo diện tích đất cho các ngành công nghiệp nặng.
Các hoạt động công nghiệp chính ở đây bao gồm đóng tàu, xi măng, sang triết khí mêtan và quy mô lớn về kho bãi.

## Môi trường

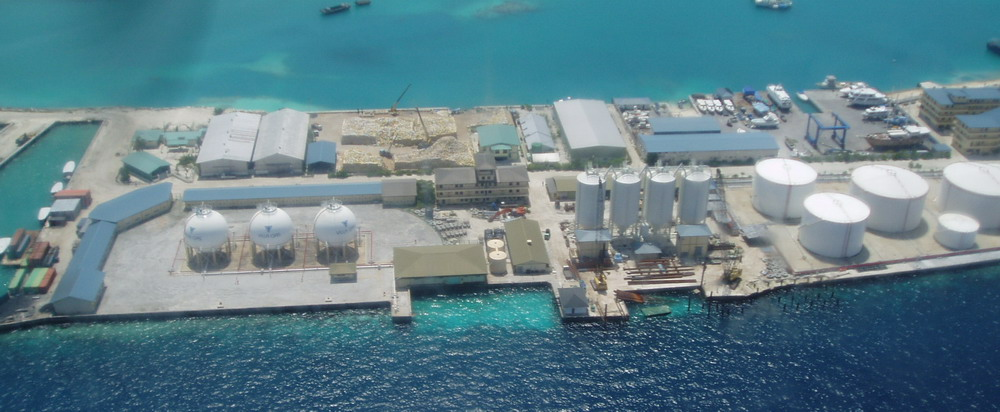
Thilafushi-2, khu vực công nghiệp nặng

Các nhà môi trường nói rằng, có tổng cộng hơn 330 tấn rác được đưa đến Thilafushi mỗi ngày, hầu hết trong số đó đến từ Malé. Năm 2005, người ta ước tính rằng 31.000 xe tải vận chuyển rác đến Thilafushi hàng năm, nơi rác được đổ thành từng đống lớn và cuối cùng được sử dụng để cải tạo đất và tăng kích thước của hòn đảo này. Vì vậy, nhiều người cho rằng hòn đảo này đang phát triển rộng ra một mét vuông mỗi ngày.
Theo thống kê chính thức, một du khách tới Maldives sẽ thải ra 3,5 kg rác mỗi ngày, gấp đôi so với một người dân sinh sống tại Malé và nhiều hơn 5 lần so với bất cứ ai tại các khu vực còn lại của quần đảo Maldives. Nhìn chung, theo Shina Ahmed, giám đốc điều hành của Tổng công ty Thilafushi thì có khoảng "300-400 tấn rác" đổ lên hòn đảo này mỗi ngày.
Ali Rilwan, một nhà môi trường học tại Malé nói rằng, sử dụng pin, amiăng, chì và chất thải độc hại khác trộn lẫn với chất thải rắn đô thị làm ngấm vào trong nước, mặc dù chỉ có một phần nhỏ trong tổng số các chất thải có nguồn gốc từ các kim loại nặng độc hại. Và đó là một vấn đề ngày càng nghiêm trọng đối với hệ sinh thái và sức khỏe con người ở Maldives. Bluepeace là một phong trào sinh thái chính của Maldives đã mô tả hòn đảo này là một "quả bom độc hại".
Trong tháng 12 năm 2011, Hội đồng thành phố Malé tạm thời cấm vận chuyển chất thải tới Thilafushi vì có sự đột biến trong chất thải trôi nổi trên vùng đầm phá của hòn đảo và các khu vực biển xung quanh. Nguyên nhân của việc này đã được đổ lỗi cho sự "thiếu kiên nhẫn" của các thuyền trưởng tàu thuyền khi đã vứt bỏ rác thải xuống biển.
Trong một báo cáo của hãng BBC tháng 5 năm 2012, hòn đảo chất thải này được mô tả như là "ngày tận thế".